# Neohela pacifica
Neohela pacifica is een vlokreeftensoort uit de familie van de Unciolidae. De wetenschappelijke naam van de soort is voor het eerst geldig gepubliceerd in 1953 door Gurjanova.